# Фунабасі (Тіба)

35°41′41″ пн. ш. 139°58′57″ сх. д. / 35.69472° пн. ш. 139.98250° сх. д.
Фунаба́сі (яп. 船橋市, ふなばしし, МФА: [ɸunabaɕi̥ ɕi]) — місто в Японії, в префектурі Тіба.

## Короткі відомості
Розташоване в північно-західній частині префектури, на березі Токійської затоки. Одне з центральних міст Японії. Виникло на основі декількох населених пунктів: постоялого містечка на Тібському шляху, прихрамового містечка біля святилища Фунабасі й портового поселення. Складова Токійсько-Тібського промислового району. Основою економіки є харчова промисловість, нафтопереробка, металургія, комерція. Станом на 1 жовтня 2008 площа міста становила 85,64 км². Станом на 1 січня 2009 населення міста становило 593 489 осіб.

## Уродженці
- Нода Йосіхіко (* 1957) — політик, прем'єр-міністр.
- Накамура Наосі (* 1979) — колишній японський футболіст.